# Agave ellemeetiana
Agave ellemeetiana är en sparrisväxtart som beskrevs av Georg Albano von Jacobi. Agave ellemeetiana ingår i släktet Agave och familjen sparrisväxter. Inga underarter finns listade i Catalogue of Life.